# Plectris prolata
Plectris prolata är en skalbaggsart som beskrevs av Evans 2003. Plectris prolata ingår i släktet Plectris och familjen Melolonthidae. Inga underarter finns listade i Catalogue of Life.